# Karl Zeuner (Afrikaforscher)
Karl Ludwig Zeuner (* 19. Juni 1852 in Emmendingen; † 23. April 1890 in Lagos, Nigeria) war ein deutscher Offizier, Kolonialbeamter und Afrikaforscher.

## Leben

### Frühe Jahre und Kriegsdienst
Zeuner wurde als Sohn des Diakons Heinrich Zeuner in Emmendingen in Baden geboren. Zunächst vom Vater zuhause unterrichtet, besuchte er, als sein Vater die Pfarrstelle in Reichartshausen bei Heidelberg erhalten hatte, ab 1859 die dortige Elementarschule. Als der Vater zum Stadtpfarrer in Rastatt befördert wurde, konnte Zeuner 1868 seinen Bildungsweg auf dem Gymnasium dieses Ortes fortsetzen.
Als 1870 der Krieg gegen Frankreich ausbrach, trat Zeuner als Freiwilliger in das 24. Badische Infanterieregiment Nr. 112 ein. Er nahm mit dem Regiment unter anderem an der Belagerung von Straßburg teil, wurde aber schließlich in der Schlacht von Montbeliard gefangen genommen. Nach Besançon abgeführt, wurde er hier bis zum Austausch zurückgehalten. Wenige Wochen nach dem Friedensschluss trat Zeuner dann in die Kriegsschule im Schloss Engers ein und wurde bereits am 15. August 1871 zum Portepeefähnrich, im folgenden Jahr zum Secondlieutenant und 1881 zum Premierlieutenant bei seinem früheren Regiment befördert.

### In Kamerun
1884 meldete sich Zeuner dann beim Auswärtigen Amt zur Auslandsverwendung im Kolonialdienst. 1887 erhielt er die Aufforderung, sich der von Eugen Zintgraff geplanten Forschungsreise ins Hinterland von Kamerun anzuschließen. Am 1. Oktober brach er mit Zintgraff von Hamburg aus auf. In Kamerun angekommen, beschlossen die Reisenden, zunächst auf getrennten Wege zu reisen, sich dann aber am Elefantensee wieder zu treffen. Während Zintgraff zunächst den Rio del Rey, den Grenzfluss des deutschen und englischen Schutzgebietes, hinauffuhr und dann nach Osten zu durch den Buschwald zog, drang Zeuner mit einem Schiff auf dem weiter östlich fließenden Mungo bis zum Dorf Mundame und dann auf dem Landweg in nordwestlicher Richtung weiter zum Handelsplatz Kumba vor. Weihnachten 1887 traf er mit Zintgraff an dem in der Nähe dieses Ortes gelegenen Elefantensee zusammen. Sie erforschten die nähere Umgebung des Sees und errichteten in der Nähe des Südwestufers unter Mithilfe der dortigen Bevölkerung ein dauerhaftes Stationsgebäude, das sie nach dem unweit gelegenen Dorf Barombi nannten. Während Zintgraff nun von hier aus zahlreiche Expeditionen in die nähere und weitere Umgebung unternahm, widmete sich Zeuner der Verwaltung der neugegründeten Station. Er legte Reispflanzungen an, begann Versuche, europäische und einheimische Nutzgewächsen zu kultivieren sowie Viehzucht zu betreiben, wobei er auch Einheimische in diesen Tätigkeiten unterwies. Weiterhin legte er eine umfangreiche naturwissenschaftliche Sammlung an und stellte mit Hilfe mitgebrachter meteorologischer Instrumente Wetterbeobachtungen an.
Im Juli und August 1888 unternahm er gemeinschaftlich mit Zintgraff einen Vorstoß nach Norden in die bisher unbekannten Landschaften Mabum und Bangem, brach die Reise aber infolge der Feindseligkeit der Bevölkerung ab und übernahm erneut die Verwaltung der Station Barombi. Im November 1888 übergab er die Station dem unterdessen eingetroffenen Botaniker Preuß und brach am 26. November 1888 abermals auf, um die unbekannten Gegenden im Osten zu erforschen. Er begab sich zunächst in das östlich vom Elefantensee gelegene Dorf Mambande, zog entlang der Dikukuembeberge, überschritt den Mungofluss und erreichte nach beschwerlichem Marsch den Ort Njansosso am Fuße der Bamenda-Berge, deren höchste Erhebung er wegen ungünstiger Witterung nicht besteigen konnte. Nach Vervollständigung seiner naturwissenschaftlichen Sammlungen kehrte er hier um und traf am 2. Dezember wieder in der Barombistation ein. Nach einer Pause brach er am 8. Januar 1889 abermals auf, um die Gegenden westlich vom Elefantensee zu erkunden. Er zog am Ostufer des Flusses Aksat bis zu dem wichtigen Handelsplatz Mujanke und erreichte von hier aus das große Dorf Bioko in der Nähe der Stromschnellen des Dokeri. Hier kehrte er um und reiste nach Mujanke und erreichte am 21. Januar wiederum die Station.

### Krankheit und Tod
Bereits zu dieser Zeit litt Zeuner an schweren Fieberanfällen, die seine Reisetätigkeit erschwerten. Trotzdem brach er am 10. April 1889 erneut nach Osten zu auf, begab sich erneut nach Njansosso und zog dann am rechten Ufer des Dibombeflusses nach Süden bis Bodiman am Wuri. Auf diesem fuhr er hinab bis zum Kamerunästuar, erstattete hier den Regierungsvertretern Bericht, ergänzte seine Vorräte und kehrte dann über den Mungofluss aufwärts zu seiner Station zurück. Wegen seiner fortdauernden Erkrankung musste Zeuner bald darauf erneut die Küstenregion besuchen, um hier den Regierungsarzt aufzusuchen.
Dieser schickte ihn zur Erholung zurück nach Deutschland, wo er sich bald völlig wiederhergestellt fühlte, so dass er bereits im Herbst 1889 von Hamburg aus die Rückreise nach Afrika antreten konnte. In Kamerun traf er unerwarteter Weise erneut mit Zintgraff zusammen, der eben, nachdem er lange Zeit für verschollen gehalten worden war, von seiner großen Forschungsreise nach Adamaua zurückkehrte und sich nun ebenfalls zur Erholung nach Deutschland begeben wollte.
Bald zeigte sich jedoch, dass Zeuners Gesundheitszustand nicht wiederhergestellt war, und daher sollte er erneut nach Deutschland zurückreisen. Zeuner verstarb aber bereits bald darauf am 23. April 1890 auf der Reede von Lagos.

### Veröffentlichungen
Über seine Expeditionen in das Hinterland von Kamerun hat Zeuner mehrere Aufsätze hinterlassen, die in den Mittheilungen von Forschungsreisenden und Gelehrten aus den deutschen Schutzgebieten veröffentlicht wurden. Seine meteorologischen Beobachtungen wurden ebenso dort wie auch in den von der Direktion der deutschen Seewarte in Hamburg herausgegebenen Deutschen überseeischen meteorologischen Beobachtungen veröffentlicht.